# Бернівська сільська рада
Бернівська́ сільська́ ра́да — адміністративно-територіальна одиниця та орган місцевого самоврядування в Кельменецькому районі Чернівецької області. Адміністративний центр — село Бернове.

## Загальні відомості
- Населення ради: 1 125 осіб (станом на 2001 рік)

## Населені пункти
Сільській раді були підпорядковані населені пункти:
- с. Бернове

## Склад ради
Рада складалася з 16 депутатів та голови.
- Голова ради:
- Секретар ради: Солодюк Ірина Миколаївна

### Керівний склад попередніх скликань
| Прізвище, ім'я, по батькові  | Основні відомості                                                                     | Дата обрання | Дата звільнення |
| ---------------------------- | ------------------------------------------------------------------------------------- | ------------ | --------------- |
| Фтемов Олександр Миколайович | Сільський голова, 1956 року народження, член Всеукраїнського об'єднання «Батьківщина» | 26.03.2006   | 31.10.2010      |
| Усатий Ігор Миколайович      | Сільський голова, 1984 року народження, освіта вища, безпартійний                     | 31.10.2010   | 31.07.2014      |

Примітка: таблиця складена за даними сайту Верховної Ради України

### Депутати
За результатами місцевих виборів 2010 року депутатами ради стали:

#### За суб'єктами висування
| Суб'єкт висування                                       | Кількість обраних депутатів | %    |
| ------------------------------------------------------- | --------------------------- | ---- |
| Самовисування                                           | 7                           | 43,8 |
| Політична партія Всеукраїнське об'єднання «Батьківщина» | 4                           | 25   |
| Політична партія «Сильна Україна»                       | 3                           | 18,8 |
| Партія регіонів                                         | 2                           | 12,5 |

#### За округами
| № округу                                                | Прізвище, ім'я, по батькові    | Дата визнання обраним | Освіта  | Партійна приналежність                        | Відомості про обраного депутата                     |
| ------------------------------------------------------- | ------------------------------ | --------------------- | ------- | --------------------------------------------- | --------------------------------------------------- |
| Партія регіонів                                         |                                |                       |         |                                               |                                                     |
| 3                                                       | Бешлей Сніжана Миколаївна      | 02.11.2010            | середня | позапартійна                                  | тимчасово не працює                                 |
| 9                                                       | Беслюбняк Віра Василівна       | 02.11.2010            | вища    | позапартійна                                  | Дошкільний навчальний заклад с. Бернове, вихователь |
| Політична партія Всеукраїнське об'єднання «Батьківщина» |                                |                       |         |                                               |                                                     |
| 2                                                       | Бідюк Наталя Анатоліївна       | 02.11.2010            | вища    | член Всеукраїнського об'єднання «Батьківщина» | Бернівська сільська рада, землевпорядник            |
| 11                                                      | Усата Оксана Іванівна          | 02.11.2010            | вища    | член Всеукраїнського об'єднання «Батьківщина» | Дошкільний навчальний заклад с. Бернове, бухгалтер  |
| 13                                                      | Беслюбняк Марія Володимирівна  | 02.11.2010            | вища    | позапартійна                                  | Кельменецька ветлікарня, ветлікар                   |
| 14                                                      | Ригаловський Слава Петрович    | 02.11.2010            | середня | член Всеукраїнського об'єднання «Батьківщина» | ТзОВ «Кельменці-Агро», водй                         |
| Політична партія «Сильна Україна»                       |                                |                       |         |                                               |                                                     |
| 1                                                       | Усата Наталя Олександрівна     | 02.11.2010            | середня | позапартійна                                  | Будинок культури с. Бернове, директор               |
| 7                                                       | Веренчанська Мар'яна Дмитрівна | 02.11.2010            | вища    | позапартійна                                  | Бібліотека с. Бернове, бібліотекар                  |
| 10                                                      | Бідюк Роман Володимирович      | 02.11.2010            | вища    | позапартійний                                 | ВАТ «Чернівцігаз», слюсар                           |
| Самовисування                                           |                                |                       |         |                                               |                                                     |
| 4                                                       | Писаревська Люба Ілларіонівна  | 02.11.2010            | вища    | член Всеукраїнського об'єднання «Батьківщина» | Кельменецьке ССТ, продавець                         |
| 5                                                       | Матейцев Микола Володимирович  | 02.11.2010            | вища    | позапартійний                                 | ПМК-76 м. Чернівці, будівельник                     |
| 6                                                       | Сироїд Микола Анатолійович     | 02.11.2010            | середня | позапартійний                                 | приватний підприємець                               |
| 8                                                       | Матейцев Дмитро Вікторович     | 02.11.2010            | середня | позапартійний                                 | приватний підприємець                               |
| 12                                                      | Солодюк Ірина Миколаївна       | 02.11.2010            | вища    | позапартійна                                  | Берніфвська сільська рада, секретар                 |
| 15                                                      | Ригаловський Віктор Петрович   | 02.11.2010            | середня | позапартійний                                 | тимчасово не працює                                 |
| 16                                                      | Бешлей Олександр Володимирович | 02.11.2010            | вища    | позапартійний                                 | тимчасово не працює                                 |

## Населення
Згідно з переписом УРСР 1989 року чисельність наявного населення сільської ради становила 1228 осіб, з яких 535 чоловіків та 693 жінки.
За переписом населення України 2001 року в сільській раді мешкали 1122 особи.

### Мова
Розподіл населення за рідною мовою за даними перепису 2001 року:
| Мова       | Відсоток |
| ---------- | -------- |
| українська | 99,29 %  |
| російська  | 0,71 %   |